# Enrosenfink
Enrosenfink (Carpodacus subhimachalus) är en asiatisk tätting som tillhör familjen finkar.

## Kännetecken

### Utseende
Enrosenfinken är en relativt stor fink som påminner om tallbiten (Pinicola enucleator) i utseende och som tidigare ansågs vara släkt med denne. Den har en kort och knubbig näbb. Hanen har röd panna, strupe och övre delen av bröstet. Undersidan är gråaktig medan ovansidan har en grön anstrykning. Honan är olivgul på panna och ögonbryn, gråaktig på buken och olivgrön ovan.

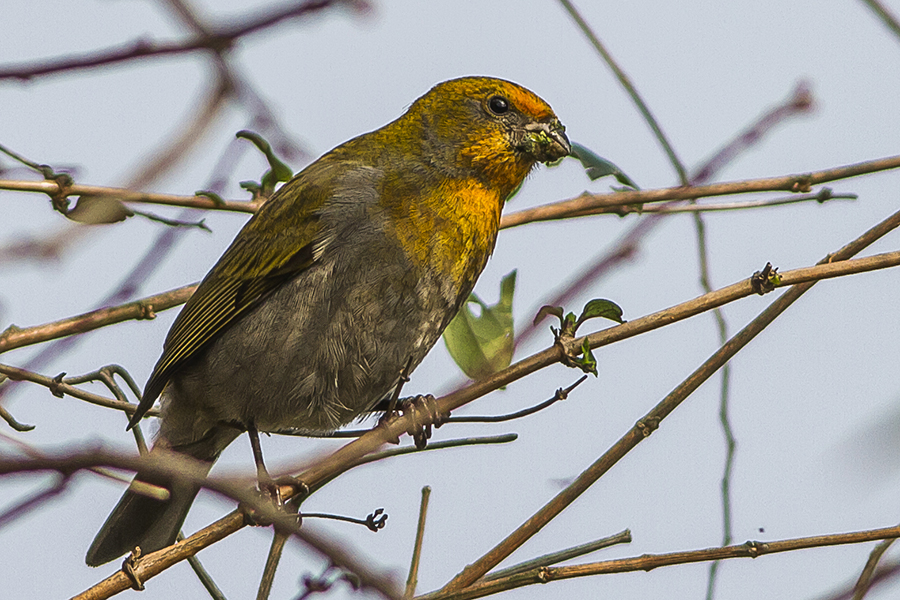
Adult hona.

### Läte
Arten är mestadels tyst, men har ett melodiskt, sparvliknande tjirpande läte. Sången är en munter och varierad melodi.

## Utbredning och systematik
Enrosenfinken förekommer i bergskedjor från Nepal till sydöstra Tibet och vidare till sydvästra Kina och nordöstra Myanmar. Den behandlas som monotypisk, det vill säga att den inte delas in i några underarter.

## Levnadssätt
Enrosenfinken häckar i en- och rhododendronbuskmarker ovan eller nära trädgränsen på mellan 3500 och 4200 meters höjd. Vintertid rör den sig till lägre regioner och ses då i tät undervegetation i skog. Den lever ett tillbakadraget liv och undgår lätt upptäckt där den långsamt födosöker på marken och lågt i vegetationen efter olika sorters frön, knoppar och bär (särskilt berberis), men även frukt som paradisäpple. Mycket litet är känt om dess häckningsbiologi.

### Släktestillhörighet
Tidigare placerades den tillsammans med tallbit i släkte Pinicola, därav dess tidigare svenska artnamn himalayatallbit. Andra har fört den till det egna släktet Propyrrhula. Genetiska studier visar dock att den är en del av Carpodacus. Dess närmaste släkting är långnäbbad rosenfink (Carpodacus puniceus).

## Status och hot
Arten har ett stort utbredningsområde och en stor population med stabil utveckling som inte tros vara utsatt för något substantiellt hot. Utifrån dessa kriterier kategoriserar internationella naturvårdsunionen IUCN arten som livskraftig (LC). Världspopulationen har inte uppskattats men den beskrivs som ovanlig till lokalt vanlig.